# Marisa Medina
María Luisa Guiu Medina, més coneguda com a Marisa Medina (Madrid, 2 de desembre de 1942 - ibídem, 11 d'abril de 2012) va ser una presentadora de televisió, actriu i cantant espanyola.

## Biografia
Els seus inicis van ser a TVE com a locutora en off dedicada a llegir guions de programes culturals. Va debutar davant les càmeres de Televisió Espanyola el1962 en el programa En antena. Posteriorment va fer nombroses aparicions en molts altres programes, principalment durant els anys 60 i 70, sent durant molt de temps la locutora de continuïtat més popular, perquè era l'única que apareixia en pantalla sense llegir els habituals papers de l'època, demostrant gran naturalitat i fent-se càrrec de la presentació de programes especials com ara festivals.
Va fer algunes incursions en el món del cinema i la cançó, arribant a compartir escenari amb Julio Iglesias.
El 1970 es va casar amb el compositor Alfonso Santisteban, amb qui va tenir tres filles i de qui es va divorciar el 1994. El 1978 va protagonitzar la comèdia musical Satán azul, en què apareixia nua, i fins i tot va sortir despullada a la revista Interviú. Segons va confessar ella mateixa, després de la seva separació conjugal va caure en la ludopatia i el consum de cocaïna fins que el 1999 les seves filles la van portar a un centre de desintoxicació.
En els anys 2000 va col·laborar en alguns programes de Telecinco, com TNT, de Jordi González. El 9 de maig de 2009 va aparèixer en el programa de televisió ¿Dónde estás corazón?, d'Antena 3, reconeixent patir càncer de còlon i fetge, i el 27 d'agost de 2010 en una entrevista en el programa Deluxe, va confirmar que li quedaven entre 1 i 2 anys de vida.
Marisa Medina va morir l'11 d'abril de 2012 als 69 anys.

## Llibres publicats
- Quien espera (poesia, 1967)
- Canalla de mis noches (autobiografia, 2003).[7]

## Premis
- Antena de Oro 1967 pel programa Noches de Europa.

## Treballs destacats a televisió
- Escuela TV (1962)
- En antena (1963-1965)
- Fin de semana (1963-1968)
- Manos al volante (1968)
- Noches de Europa (1968)
- Nivel de vida (1968-1970)
- Especial Nochevieja 1968 (1969)
- Todo es posible en domingo (1974)
- Andante (1977)
- 625 líneas (1979-1981)
- Vamos a ver (1981)
- Próximamente (1982)
- Llave en mano (1991)

## Cinema
- Si Fulano fuese Mengano (1971)
- La casa de los Martínez (1971)
- En un mundo nuevo (1972)
- Las señoritas de mala compañía (1973)
- Vida íntima de un seductor cínico (1975)
- Eva, limpia como los chorros del oro (1977)
- La loca historia de los tres mosqueteros (1983)
- Torrente 3: El protector (2005)